# Llista d'estats sobirans del 1900

## Estats sobirans

### A
- Imperi Aixanti[1]
- Imperi Alemany[2]
- Andorra – Principat d'Andorra
- Argentina – República de l'Argentina
- Aro – Confederació Aro
- Àustria-Hongria – Imperi Austrohongarès[3]

### B
- Bèlgica – Regne de Bèlgica
- Bolívia – República de Bolívia
- Brasil – República dels Estats Units del Brasil
- Bukharà – Emirat de Bukhara
- Bulgària – Principat de Bulgària

### C
- Canadà – Domini del Canadà
- Colòmbia – República de Colòmbia
- Estat Lliure del Congo[4]
- Illes Cook – Federació de les Illes Cook
- Korean Empire – Imperi de Corea
- Costa Rica– República de Costa Rica
- Creta - República de Creta[5]

### D
- Dinamarca – Regne de Dinamarca
- República Dominicana

### E
- Equador – República de l'Equador[6]
- Espanya – Regne d'Espanya
- Estats Units – Estats Units d'Amèrica[6]
- Etiòpia – Imperi d'Etiòpia

### F
- França – República Francesa[7]

### G
- Grècia – Regne de Grècia
- Guatemala – República de Guatemala

### H
- Haití – República d'Haití
- Hondures – República d'Hondures

### I
- Regne d'Itàlia

### J
- Japó - Imperi del Japó[8]

### K
- Khiva – Kanat de Khiva

### L
- Libèria – República de Libèria[9]
- Liechtenstein – Principat de Liechtenstein
- Luxemburg – Gran Ducat de Luxemburg

### M
- Marroc – Sultanat del Marroc
- Mèxic – Estats Units Mexicans
- Mònaco – Principat de Mònaco
- Montenegro – Principat de Montenegro

### N
- Nicaragua – República de Nicaragua

### O
- Estat Lliure d'Orange[10]
- Imperi Otomà[11]
- Ouaddai – Imperi Ouaddai

### P
- Països Baixos – Regne dels Països Baixos
- Paraguai – República del Paraguai
- Pèrsia – Imperi Persa
- Perú – República Peruana
- Portugal – Regne de Portugal

### R
- Regne Unit – Regne Unit de la Gran Bretanya i Irlanda
- Romania – Regne de Romania
- Imperi Rus[12]

### S
- El Salvador – República d'El Salvador[13]
- San Marino – Sereníssima República de San Marino[6][14]
- Sèrbia – Regne de Sèrbia
- - Regne de Siam
- Sokoto – Califat de Sokoto
- Sud-àfrica - República Sud-africana[15]
- Suècia-Noruega – Regnes Units de Suècia i Noruega
- Suïssa – Confederació suïssa

### T
- Tonga – Regne de Tonga (fins al 18 de maig)

### U
- Uruguai – República Oriental de l'Uruguai

### V
- Veneçuela – Estats Units de Veneçuela

### X
- Xile – República de Xile
- Xina – Gran Imperi Qing

## Estats que proclamen la sobirania
- Aceh – Sultanat d'Aceh
- Estat d'Acre – Estat Independent d'Acre (fins al 25 d'abril)
- Filipines – República Filipina